# 클리프턴힐

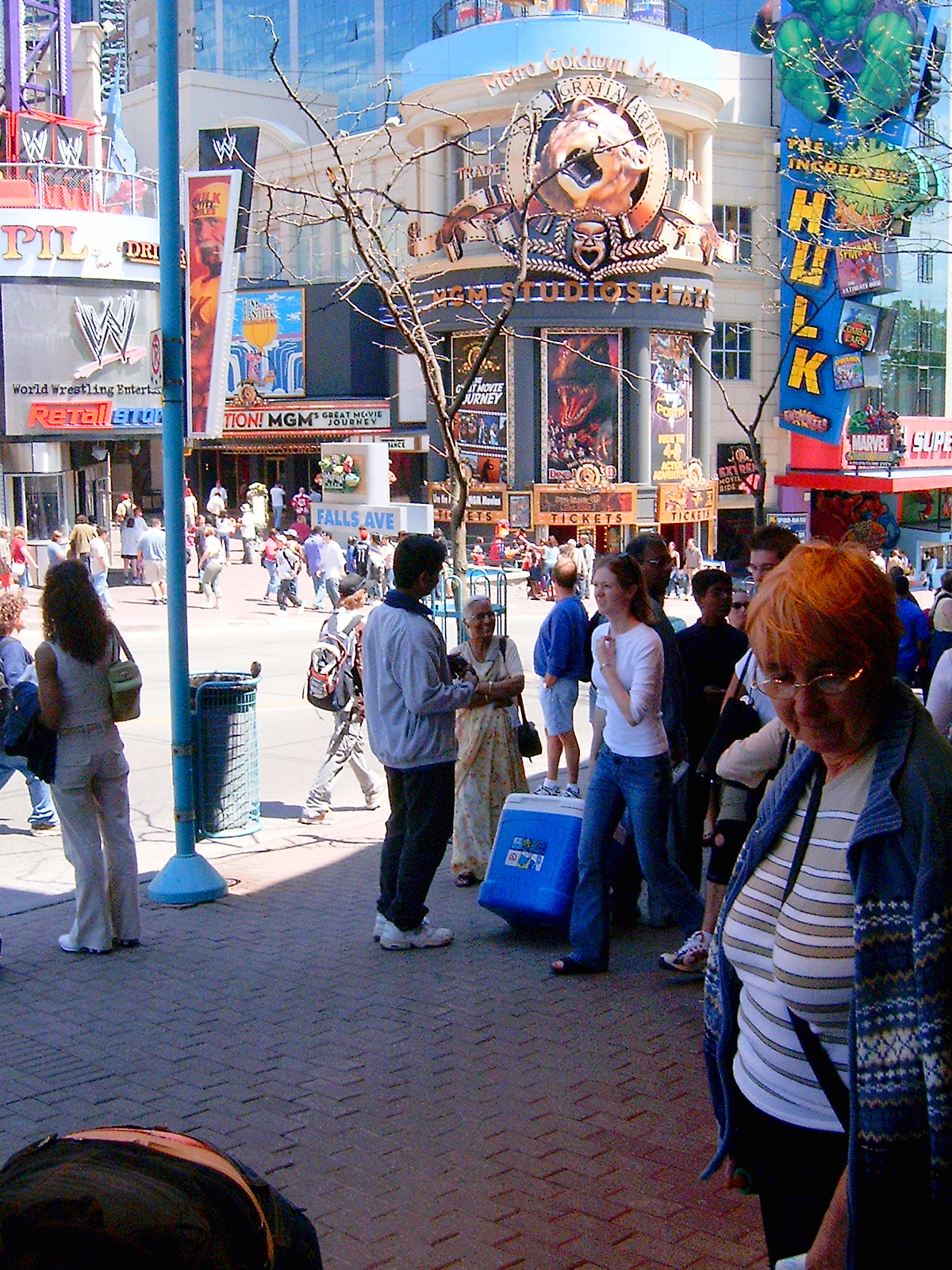
클리프턴힐

클리프턴힐(Clifton Hill)은 온타리오주 나이아가라폴스에 위치한 관광용 도로로, 나이아가라 강과 나이아가라 폭포와 근접해있다. 시종일관 놀이기구, 식당, 기념품점 등이 늘어서 있다.